# Качарава, Кахабер Акакиевич
Кахабер Акакиевич Качарава (груз. კახაბერ აკაკის ძე კაჭარავა; 19 ноября 1966, Сенаки, Грузинская ССР) — советский и грузинский футболист и футбольный тренер. Бывший игрок сборной Грузии.

## Биография

### Клубная карьера
Первой профессиональной командой в карьере игрока стал клуб «Локомотив» Самтредиа из второй лиги СССР, за который он выступал с 1986 по 1987 год. В 1987 году вместе с командой стал победителем 9 зоны чемпионата, однако по итогам финального турнира «Локомотив» занял последнее место в группе и не смог перейти в первую лигу. После окончания сезона Качарава перешёл в другой клуб лиги, кутаисское «Торпедо», с которым повторил прошлогоднее достижение и вновь стал победителем 9 зоны, причём на этот раз вместе с «Торпедо» Качарава выиграл также и финальный турнир, однако после окончания сезона он вновь покинул команду и подписал контракт с тбилисским «Динамо». В 1989 году Качарава сыграл в 26 матчах высшей лиги СССР и забил 8 голов, однако после окончания сезона грузинские клубы вышли из чемпионата СССР и организовали самостоятельный чемпионат Грузии. В начале 90-х Качарава продолжал выступать за «Динамо», в составе которого стал чемпионом первых трёх розыгрышей чемпионата Грузии.
В 1992 году игрок перебрался на Кипр, где отыграл два сезона за «Олимпиакос» Никосия. Летом 1994 года подписал контракт с турецким клубом «Трабзонспор», однако в команде не задержался и уже в ноябре покинул клуб в качестве свободного агента. В начале 1995 года Качарава переехал в Германию, где несколько лет выступал за команды Регионаллиги (на тот момент — третьего по значимости дивизиона Германии). В Грузию вернулся в 2000 году и сыграл два матча за клуб «Иберия» (г. Самтредиа), после чего завершил игровую карьеру.

### Карьера в сборной
В мае 1990 года Качарава был вызван в сборную Грузии на её первый международный товарищеский матч против сборной Литвы. В игре, состоявшейся 27 мая, игрок появился на поле на 71-й минуте, заменив Кахабера Цхададзе, а на 81-й минуте сравнял счёт встречи. Игра закончилась со счётом 2:2. В дальнейшем Качарава принял участие ещё в двух товарищеских матчах. 22 декабря 1992 года в Лимасоле появился на поле в матче со сборной Кипра (0:1), а 26 июня 1994 года в Риге забил победный гол в ворота сборной Латвии (3:1).

### Тренерская карьера
Тренерскую карьеру начал в тбилисском «Динамо», которое возглавил на непродолжительное время летом 2006 года. Вернулся на пост главного тренера клуба в 2009 году и продолжал работать до 2011 года. В 2012 году несколько месяцев являлся главным тренером юношеской сборной Грузии (до 19), а затем, в декабре того же года возглавил «Зестафони», которым руководил до конца сезона 2012/13.
С 2013 по 2017 год Качарава был главным тренером клуба «Спартак-Цхинвали», с которым добился наивысшего достижения в истории клуба — 4 место чемпионата Грузии в сезоне 2014/15. В следующем сезоне вместе с командой участвовал в пером отборочном раунде Лиги Европы УЕФА, однако по итогам двух матчей «Цхинвали» уступил румынскому «Ботошани» 2:4.
В 2017 году вновь возглавил тбилисское «Динамо», с которым дважды стал серебряным призёром чемпионата Грузии. В 2019 году возглавил клуб «Самтредиа» и вывел команду в Эровнули лигу.

## Достижения
«Локомотив» Самтредиа
- Победитель второй лиги СССР: 1987 (9 зона)

«Торпедо» Кутаиси
- Победитель второй лиги СССР: 1988 (9 зона)

«Динамо» Тбилиси
- Чемпион Грузии (3): 1990, 1991, 1991/92
- Обладатель Кубка Грузии: 1991/92

«Теннис-Боруссия»
- Победитель Регионаллиги Германии: 1995/96 (зона Северо-Восток)

«Вальдхоф»
- Победитель Регионаллиги Германии: 1998/99 (зона Юг)

## Личная жизнь
13 января 1994 года, в столице Кипра городе Никосии, родился сын Кахабера Ника Качарава, впоследствии также ставший профессиональным футболистом.